# Струшке вечери поезије
Струшке вечери поезије (СВП) је најстарији и један од најважнијих пјесничких сусрета у некадашњој Југославији који се одржава од 1962. године, а од 1964. и као интернационални фестивал поезије у Струги у Македонији.

## Историјат
Непосредна прилика за организовање Струшких вечери као наставак вјечне културне традиције овог града било је књижевно читање групе истакнутих македонских писаца на свечаном дијелу јубилеја, одржаном у Струги 15. јула 1961. поводом објављивања Зборника браће Миладиновци. Приликом тог догађаја било је јасно да постоје сви услови за организовање традиционалне манифестације са фестивалским карактером који ће се одржати у овом граду.
Ова идеја и иницијатива позитивно су дочекане од Друштва писаца Македоније, Вијећа културе тадашње Народне Републике Македоније и Националног одбора Општине Струга.
Национални савјет општине је 1962. године основао први фестивалски одбор од 7 чланова, састављен од представника Друштва писаца Македоније, културних и социјалнополитичких радника из Републике те из Струге, чији је предсједник био истакнути пјесник Блаже Конески. Фестивалски одбор је припремио програм распоређен на четири вечери.
Из године у годину повећава се број учесника у Струшким вечерима. Године 1964. фестивал је добио општи југословенски карактер уз учешће песника из свих република бивше Југославије. 1965. године фестивал је прешао југословенске границе и преузео карактер међународне поетске манифестације са еминентним пјесницима из Бугарске, Италије, Пољске, Румуније, бившег Совјетског Савеза и бивше Чехословачке. Повећан је број земаља учесница. Послије четири године, 1968. године, на састанцима су наступали пјесници и есејисти из 17 земаља.
Струшке вечери поезије су 1966. године прерастале у институцију која је константно преобликовала своју физиономију, изградивши јаче критеријуме на којима је програм осмишљен. Вијеће Струшких вечери поезије са својим посебним стручним комисијама: програм, избор, одбор за симпозијуме, организационо-техничке комисије за доделу награда и други, програмирали су своју активност, тежећи ка бољој и свеобухватнијој концепцији догађаја. Број чланова Вијећа Струшких вечери броји сада око 25 чланова, са предсједником и два потпредсједника. Они представљају важан форум у којем се сваке године вреднује полифоничност пјесничке ријечи и њених људских порука, те учесницима пружа могућност да обогате искуство и да се окупе.
Струшке вечери су постале значајан културни догађај у свијету књижевности који промовише поезију и њене вриједности.

## Награде
- Златни Вијенац — најважнија награда на фестивалу;
- Браћа Миладиновци — за најбољу књигу поезије једног македонског аутора, објављеног између два фестивала;
- Мостови Струге — најбоља збирка поезије пјесника из свијета одабрана на међународном такмичењу;
- Енхалон — основана 2012. године као награда за најбољу пјесму младог аутора из Македоније која је прочитана на фестивалу;
- Григор Прличев — за најбољи превод поезије страног аутора на македонски језик. Ова награда је 1978. додјељена Друштву књижевних преводилаца из Македоније;
- Награда Радио-телевизије Скопље — за најбољу књигу за дјецу објављену између два фестивала;
- Награда Нове Македоније — за најбољу пјесму која је прочитана на Струшким вечерима;
- Награда за пјесму — додјељивана је од 1963. до 1967. године за најбољу пјесму која је прочитана на фестивалу;
- Специјална признања.

## Добитници награда
| Година | Добитник                           | Земља                  |
| ------ | ---------------------------------- | ---------------------- |
| 1966.  | Роберт Рождесвенски                | СССР                   |
| 1967.  | Булат Окуџава                      | СССР                   |
| 1968.  | Ласло Хаг                          | Мађарска               |
| 1969.  | Мак Диздар                         | СР Босна и Херцеговина |
| 1970.  | Миодраг Павловић                   | СР Србија              |
| 1971.  | Вистан Хју Оден                    | САД                    |
| 1972.  | Пабло Неруда                       | Чиле                   |
| 1973.  | Еуџенио Монтале                    | Италија                |
| 1974.  | Фазил Хисни Дагларџа               | Турска                 |
| 1975.  | Леополд Седар Сенгор               | Сенегал                |
| 1976.  | Ежен Гилвик                        | Француска              |
| 1977.  | Артур Лундквист                    | Шведска                |
| 1978.  | Рафаел Алберти                     | Шпанија                |
| 1979.  | Мирослав Крлежа                    | СР Хрватска            |
| 1980.  | Ханс Магнус Енценсбергер           | Немачка                |
| 1981.  | Блаже Конески                      | СР Македонија          |
| 1982.  | Никита Станеску                    | Румунија               |
| 1983.  | Сачидананд Хирананд Ватсјајн-Ајгеј | Индија                 |
| 1984.  | Андреј Вознесенски                 | СССР                   |
| 1985.  | Јанис Рицос                        | Грчка                  |
| 1986.  | Ален Гинсберг                      | САД                    |
| 1987.  | Тадеуш Ружевич                     | Пољска                 |
| 1988.  | Десанка Максимовић                 | СР Србија              |
| 1989.  | Томас Шапкот                       | Аустралија             |
| 1990.  | Хусто Хорхе Падрон                 | Шпанија                |
| 1991.  | Јосиф Бродски                      | САД                    |
| 1992.  | Ференц Јухас                       | Мађарска               |
| 1993.  | Генади Ајги                        | Русија                 |
| 1994.  | Тед Хјуз                           | Велика Британија       |
| 1995.  | Јехуда Амихај                      | Израел                 |
| 1996.  | Макото Оока                        | Јапан                  |
| 1997.  | Адонис                             | Сирија                 |
| 1998.  | Лу Јуен                            | Кина                   |
| 1999.  | Ив Бонфоа                          | Француска              |
| 2000.  | Едоардо Сангвинети                 | Италија                |
| 2001.  | Шејмас Хини                        | Ирска                  |
| 2002.  | Славко Михалић                     | Хрватска               |
| 2003.  | Томас Транстромер                  | Шведска                |
| 2004.  | Васко Граса Моура                  | Португалија            |
| 2005.  | Вилијам С. Мервин                  | САД                    |
| 2006.  | Нанси Морехон                      | Куба                   |
| 2007.  | Махмуд Дарвиш                      | Палестина              |
| 2008.  | Фатос Арапи                        | Албанија               |
| 2009.  | Томаж Шаламун                      | Словенија              |
| 2010.  | Љубомир Левчев                     | Бугарска               |
| 2011.  | Матеја Матевски                    | Македонија             |
| 2012.  | Монгане Вали Сероте                | ЈАР                    |
| 2013.  | Хосе Емилио Пачеко                 | Мексико                |
| 2014.  | Ко Ун                              | Јужна Кореја           |
| 2015.  | Беј Дао                            | Кина                   |
| 2016.  | Маргарет Етвуд                     | Канада                 |
| 2017.  | Чарлс Симић                        | САД                    |
| 2018.  | Адам Загајевски                    | Пољска                 |
| 2019.  | Ана Бландијана                     | Румунија               |